# 아일랜드 여성노동자조합
아일랜드 여성노동자조합(Irish Women Workers' Union)은 1911년 9월 5일 당시 영국령이던 아일랜드 더블린에서 결성된 노동조합이다. 노조를 조직한 사람은 제임스 라킨과 남매지간인 델리아 라킨이었다. 제임스 라킨이 초대 의장, 델리아 라킨이 초대 사무총장을 맡았다.